# Wernshausen
Wernshausen este o comună din landul Turingia, Germania.